# Her Friend the Bandit
Her Friend the Bandit (Charlot ladrón elegante) es una película de cine estadounidense estrenada el 4 de junio de 1914, con dirección  y actuación de Charles Chaplin y Mabel Normand. Es casi la única película de Chaplin de la que no hay copia disponible que se conozca actualmente.

## Reparto
- Charles Chaplin: el bandido.
- Mabel Normand: Mabel.
- Charles Murray: el conde.

## Sinopsis
En el curso de una recepción que da Mabel, un bandido - interpretado por Charles Chaplin - se hace pasar por un conde y ello provoca toda clase de enredos y disturbios.

## Comentario
Reaparecen en este filme el tema de la impostura y el recurso de hacer interactuar personas de baja educación en el medio social elegante.